# Dryptodon dissimulatus
Dryptodon dissimulatus là một loài Rêu trong họ Grimmiaceae. Loài này được (E. Maier) Ochyra & Żarnowiec mô tả khoa học đầu tiên năm 2003.